# Julio Glinternick Bitelli
Julio Glinternick Bitelli GCRB (Santo André, 3 de dezembro de 1960) é um diplomata brasileiro, atual Embaixador do Brasil na Argentina desde maio de 2023.
Anteriormente, atuou como Embaixador do Brasil na Tunísia, entre 2013 e 2015; Chefe de Gabinete do Ministro das Relações Exteriores, entre 2015 e 2016; Embaixador do Brasil na Colômbia, entre 2016 e 2019; e Embaixador do Brasil no Marrocos, entre 2019 e 2023.

## Biografia

### Formação acadêmica
Formou-se em Direito pela Universidade de São Paulo em 1983. Em 1985, formou-se no Curso de Preparação à Carreira de Diplomata no Instituto Rio Branco. Em 2003, obteve um título de Mestrado em Administração Pública na Harvard Kennedy School. Em 2007, concluiu o Curso de Altos Estudos no Instituto Rio Branco, com a tese: "A Argentina, o Brasil e a reforma do Conselho de Segurança das Nações Unidas: baliza da parceria estratégica ou trincheira de uma rivalidade minguante?”.

### Carreira diplomática
Ingressou na carreira diplomática em 1986. Entre as funções desempenhadas estão a de primeiro-secretário na embaixada em Washington (1999-2003); primeiro-secretário e conselheiro na embaixada em Buenos Aires (2003-2007); conselheiro e ministro-conselheiro na embaixada em La Paz (2007-2010) e coordenador-executivo dos Diálogos para o Desenvolvimento Sustentável na Rio+20 (2012).
Foi ainda embaixador em Túnis, na Tunísia (2013-2015); chefe de gabinete do ministro (2015-2016); embaixador em Bogotá, na Colômbia (2016-2019) e embaixador em Rabat, no Marrocos (2019-2023).